# Almelo
Almelo é uma cidade que fica no leste dos Países Baixos. Essa cidade fica, em média, a 10 km da fronteira dos Países Baixos com a Alemanha. A sua população em 1 de janeiro de 2022 era de 73 155 habitantes.

## Cidades-irmãs
- Preston, Inglaterra, Reino Unido
- Iserlohn, Alemanha
- Denizli, Turquia